# Piz Scerscen
Le piz Scerscen (littéralement la « montagne circulaire ») est un sommet culminant à 3 970 ou 3 971 m d'altitude. Il se situe à cheval sur la Suisse (Haute-Engadine) et sur l'Italie (Lombardie). La voie d'accès la plus utilisée vers le sommet est de passer par la cabane de Tschierva (D-) ou de passer par les refuges Marco et Rosa (ascension face Sud).
Le sommet a aussi été appelé anciennement Monte Rosso di Scerscen (littéralement « mont rouge circulaire ») en italien.

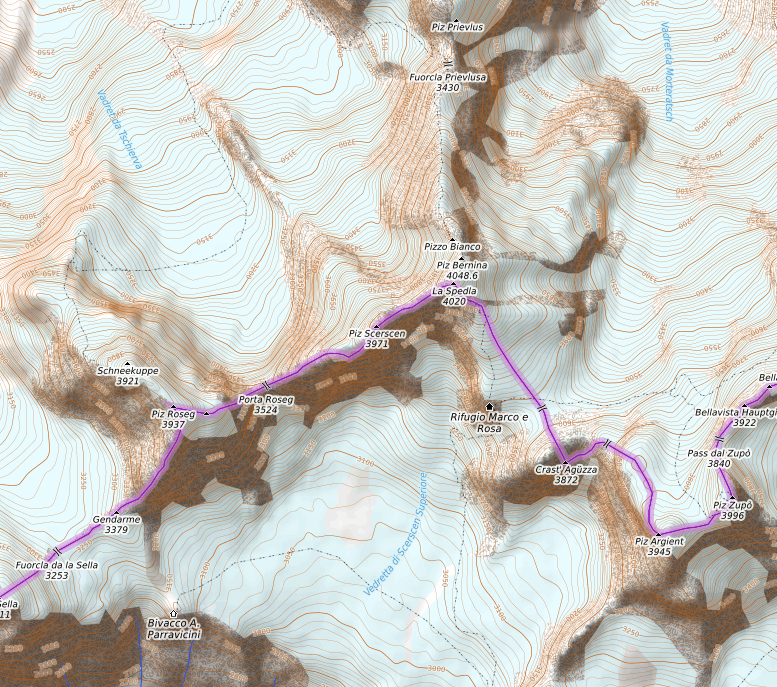
Carte topographique.